# Regatul Hedjaz
Regatul Hedjaz a fost un stat din regiunea Hedjaz, condus de către familia hașemită. Regatul a fost anexat de către sultanatul de Nejd în anul 1925, formând regatul de Nejd și Hejaz. Din 1932, a devenit parte componentă din noul stat numit Arabia Saudită.

## Regii Hedjaz-ului
- Hussein ibn Ali, (10 iunie 1916 - 3 octombrie 1924)
- Ali ibn Hussein (3 octombrie 1924 - 19 decembrie 1925)
- Abdul Azziz Ibn Saud (8 ianuarie 1926 - 22 septembrie 1932)